# Крипта цивилизации

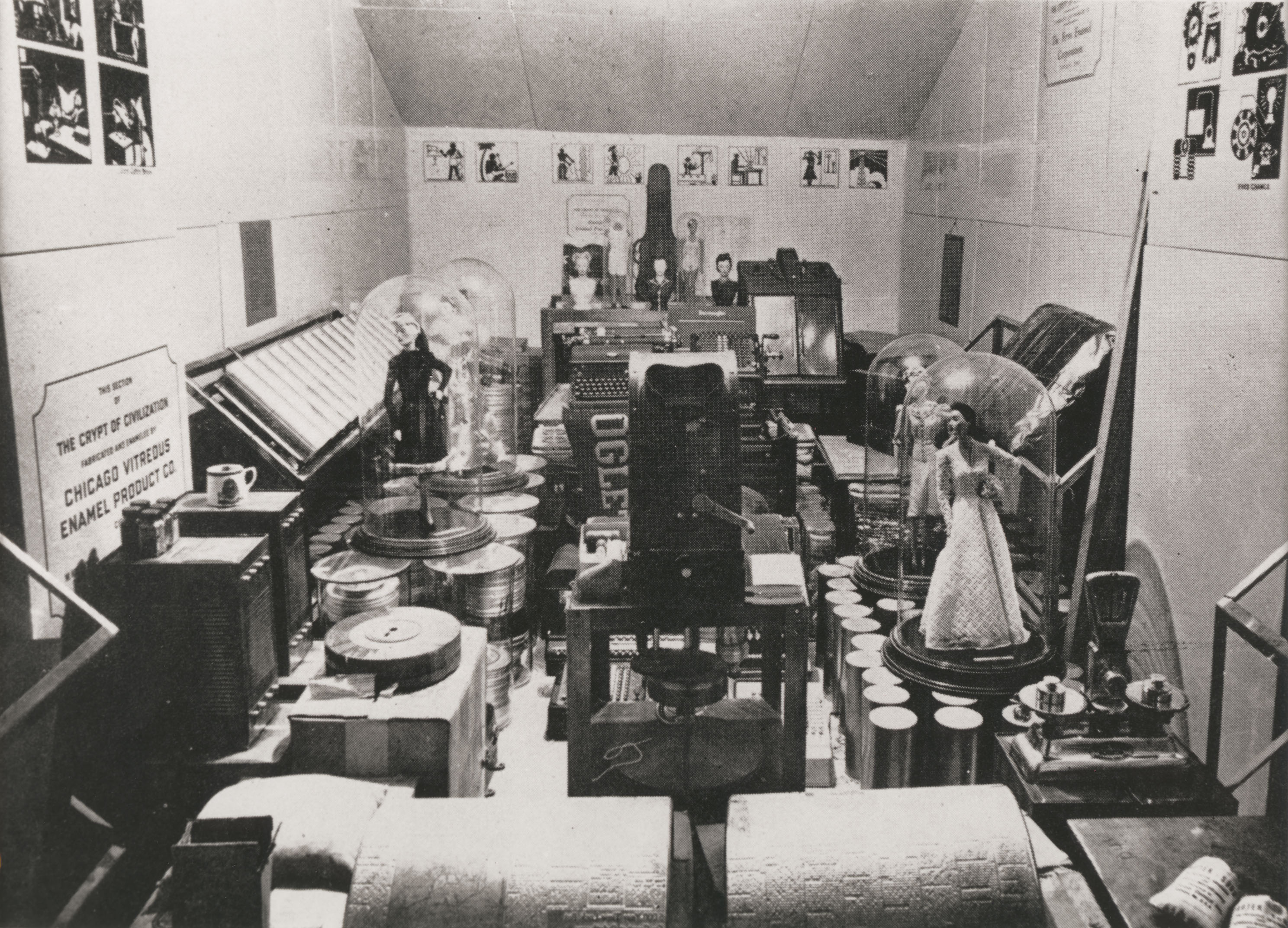
Крипта цивилизации за несколько минут до запечатывания

Крипта цивилизации (англ. Crypt of Civilization) — герметично закрытое помещение, первая в мире полноценная капсула времени, расположенная в Оглторпском университете в городе Брукхейвен, штат Джорджия, США. В Крипте собраны разнообразные информационные носители и другие продукты человеческой цивилизации: механизмы, пиво, игрушки и пр. Крипта была запечатана 25 мая 1940 года, вскрытие запланировано на 28 мая 8113 года.

## Создание и герметизация
Торнуэлл Джейкобс (1877—1956), президент Оглторпского университета, был первым, кто задумался о сохранении рукотворных объектов для будущего путём помещения их в герметичные помещения. На эту мысль его вдохновило открытие для широкой публики египетских пирамид в 1920-х годах. Поскольку первой достоверно документированной датой является 4241 год до нашей эры (начало древнеегипетского календаря), а тогда на дворе стоял 1936 год, путём несложных расчётов Джейкобс определил, на какой срок он запечатает свою Крипту — на 6177 лет.
В 1937 году Джейкобс через радио NBC на всю страну объявил о своём плане по созданию Крипты цивилизации. В мае 1938 года на кампусе Оглторпского университета прошла презентация проекта. 25 мая 1940 года Торнуэлл Джейкобс и Томас Питерс, кинопродюсер, кинооператор, фотограф, педагог и изобретатель, который стал первым хранителем, в торжественной обстановке загерметизировали заполненную Крипту цивилизации. Трансляцию этого события вело радио WSB. На церемонии присутствовали такие известные люди, как мэр Атланты Уильям Хартсфилд, будущий мэр Атланты Айвен Аллен-младший, лауреат Пулитцеровской премии, журналист и политик Кларк Хоуэлл, губернатор Джорджии Юрит Риверс, генеральный почтмейстер США Джеймс Фарли и др.
Крипта цивилизации (бывший бассейн) расположена в гранитной нише Аппалачей в подвале здания Phoebe Hearst Memorial Hall на территории Оглторпского университета. Помещение имеет размер 20×10×10 футов, толщина каменного потолка составляет более двух метров, каменного же пола — 0,6 метра. Входная дверь из нержавеющей стали заварена, рядом с ней прикреплена табличка — обращение к потомкам от Джейкобса, и «языковой интегратор» от Питерса, который, предположительно, должен обучить английскому языку того, кто будет входить в Крипту.

### Обращение Торнуэлла Джейкобса к поколению 8113 года
Эта Крипта содержит память о цивилизации, которая существовала в Соединённых Штатах и большей части остального мира в первой половине XX века. В ёмкостях из нержавеющей стали, в которых воздух заменён на инертный газ, находятся энциклопедии, книги по истории, научные работы, специальные выпуски газет, книги о путешествиях, бобины с кинолентами, модели, фонографические записи и другое, из чего можно составить впечатление о положении и природе цивилизации, существовавшей с 1900 по 1950 года. Ювелирных украшений и драгоценных металлов здесь нет.
Мы полагаемся на законы округа Де-Калб, штата Джорджия, Правительства США, их наследников и правопреемников, на чувство ответственности потомков, которые сохранят эту крипту до 8113 года, когда она должна быть вскрыта полномочными представителями правительства и администрацией Оглторпского университета. До этого времени мы просим всех, чтобы эта дверь и содержимое крипты внутри оставались в неприкосновенности.
— Крипта цивилизации на сайте damninteresting.com

## Последующие годы
В 1950 и 1960 годах журналисты крупных СМИ делали репортажи, посвящённые десятилетию и, соответственно, двадцатилетию существованию Крипты, но потом прекратили «отмечать» её юбилеи.
В 1990 году Книга рекордов Гиннесса признала Крипту цивилизации «первой успешной попыткой сохранить записи нашей культуры для будущих обитателей или посетителей Земли». В том же году, в честь полувекового юбилея Крипты, при Оглторпском университете было создано Международное общество капсул времени, изучающее эти хранилища по всему миру. В 2016 году оно прекратило активную деятельность, ныне общество только регистрирует капсулы времени.
В 2010 году будущее Крипты было показано в одноимённом эпизоде сериала «Жизнь после людей» в разделе «6000 лет без людей».

## Содержимое
Профессиональные и технические советы о том, что и каким образом должно храниться в Крипте, давал Национальный институт стандартов и технологий. Многие артефакты находятся в ёмкостях из нержавеющей стали со стеклянными окошками. Ёмкости наполнены инертным газом. Артефакты стоят на полу и на полках, как в египетских пирамидах. Некоторые экземпляры были пожертвованы, в частности королём Швеции Густавом V и компанией Eastman Kodak. На ацетилцеллюлозной плёнке записаны более 800 книг, в том числе Библия, Коран, «Илиада» Гомера, «Ад» Данте Алигьери, всего около 640 000 страниц. Кинопродюсер Дэвид Селзник передал на хранение в Крипту оригинал сценария «Унесённых ветром».
В Крипте хранятся записи голосов Адольфа Гитлера, Иосифа Сталина, Бенито Муссолини и Франклина Рузвельта, несколько композиций Арти Шоу; есть и необычные аудиозаписи: голос моряка Попая и «свиной манок».
Из технических устройств в Крипту положили устройство для чтения микрофильмов, проектор для изображений, тостер, радио, генератор, работающий от текущей воды, для запуска всех этих устройств, пишущую машинку, кассовый аппарат, суммирующую машину. На случай, если в 8113 году электричество будет неизвестно в нынешней форме, среди вещей присутствует лупа с семикратным увеличением для чтения микрофильмов вручную.
Среди необычных артефактов Крипты можно отметить образцы семян, зубную нить, содержимое дамской сумочки, соску, специальным образом разлитую банку пива Budweiser, детскую игрушку Брёвна Линкольна, пластиковые фигурки Дональда Дака и Одинокого рейнджера, Чёрную куклу.
Одним из последних артефактов, помещённых в Крипту, стали стальные пластины от газеты The Atlanta Journal-Constitution с сообщениями об идущей Второй мировой войне.